# Trisetobisium fallax
Genre
Espèce
Synonymes
- Microcreagris fallax Chamberlin, 1962

Trisetobisium fallax, unique représentant du genre Trisetobisium, est une espèce de pseudoscorpions de la famille des Neobisiidae.

## Distribution
Cette espèce est endémique des  États-Unis. Elle se rencontre en Alabama et en Caroline du Nord.

## Description
La femelle holotype mesure 2,69 mm et le mâle paratype 2,38 mm.

## Systématique et taxinomie
Cette espèce a été décrite sous le protonyme Microcreagris fallax par Chamberlin en 1962. Elle est placée dans le genre Trisetobisium par Ćurčić en 1982.

## Publications originales
- Chamberlin, 1962 : New and little-known false scorpions, principally from caves, belonging to the families Chthoniidae and Neobisiidae (Arachnida, Chelonethida). Bulletin of the American Museum of Natural History, no 123, p. 303-352 (texte intégral).
- Ćurčić, 1982 : Trisetobisium (Pseudoscorpiones, Neobisiidae), a new genus of pseudoscorpions based on Microcreagris fallax Chamberlin. Glasnik Muzeja Srpske Zemlje, Beograd, sér. B, vol. 37, p. 57-61.